# Мързли връх (община Жири)
Мързли Връх (на словенски: Mrzli Vrh) е село в Словения, Горенски регион, община Жири. Според Националната статистическа служба на Република Словения през 2002 г. селото има 29 жители.